# Nick Reimer

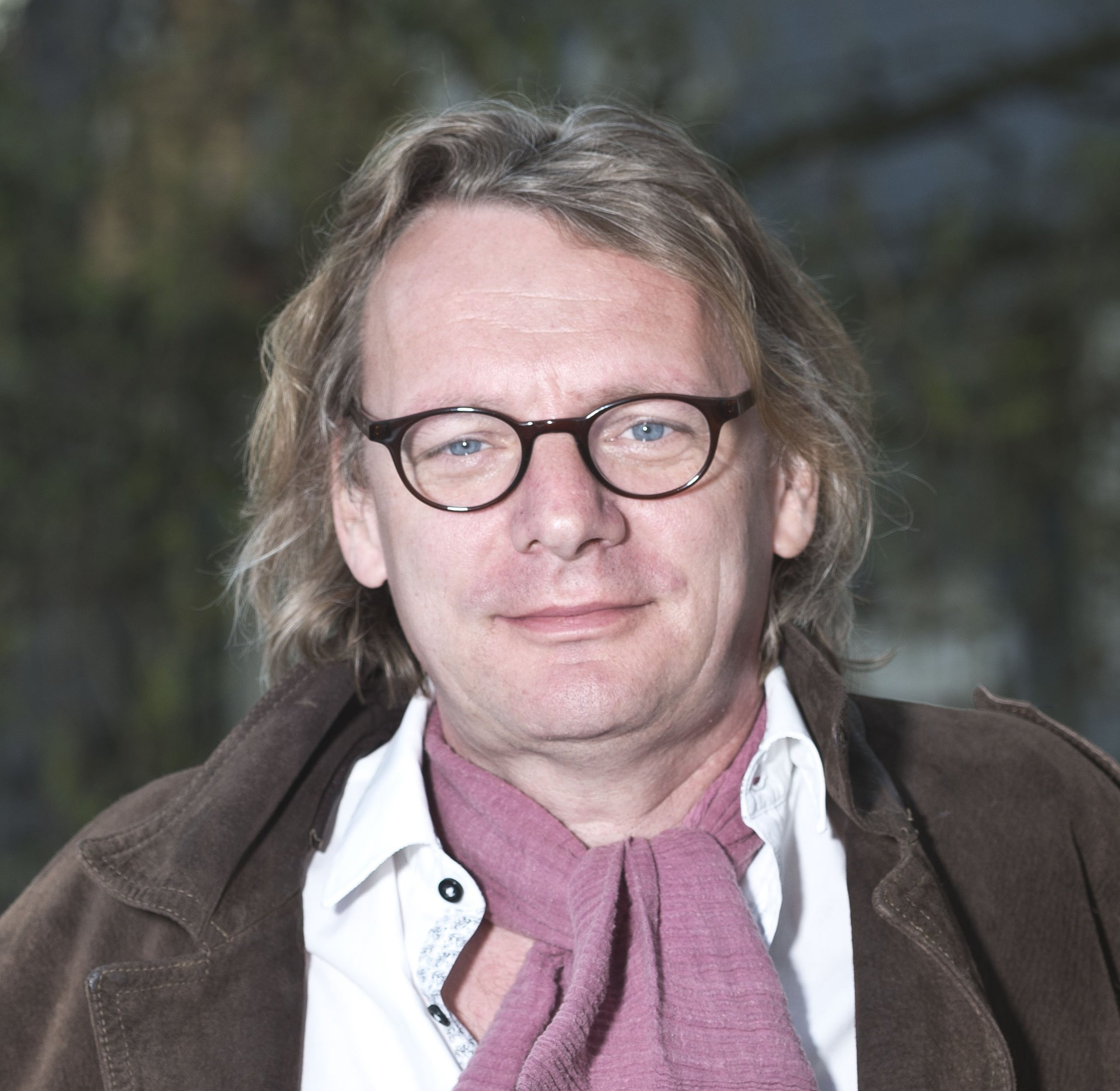
Nick Reimer (2015)

Nick Reimer (* 20. August 1966 in Meißen) ist ein deutscher Journalist und Buchautor.

## Leben und Tätigkeit
Reimer wuchs in Freiberg (Sachsen) auf und studierte an der dortigen Bergakademie Brennstoff- und Umweltverfahrenstechnik.
Während der politischen Wende 1989/1990 gründete er in Freiberg die erste überregionale Umweltzeitschrift der DDR, ÖkoStroika. Er war 1989 Mitgründer und einer der Sprecher des Neuen Forums Mittelsachsen. Nach Abschluss seines Studiums volontierte er 1993 bei der Berliner Zeitung. 1996 wurde er Reporter der Morgenpost in Sachsen, ab 1998 Korrespondent der taz.
Von 2000 bis 2011 war er Wirtschaftsredakteur der taz und zuständig für Klima und Energie. Er gründete 2007 das Onlinemagazin klimaretter.info und war dort bis 2016 Chefredakteur. Als freier Journalist schreibt er für Freitag, taz, Telepolis und andere Medien. Seit 2015 ist er Kurator bei piqd.
Gemeinsam mit dem Journalisten Toralf Staud erhielt er 2012 den Otto-Brenner-Preis in der Kategorie Medienprojekte für die Onlineplattform Der Klima-Lügendetektor und 2021 den Salus-Medienpreis für das Sachbuch Deutschland 2050.
2014 hatte er einen Lehrauftrag für Nachhaltigkeit und Journalismus an der Universität Lüneburg.

## Autor
Reimers erstes Buch Die Zukunft der Umweltbewegung erschien 2001. 2002 folgte das Fotolesebuch als der Regen kam zum Hochwasser in Sachsen. Mit Toralf Staud schrieb er 2007 Wir Klimaretter. So ist die Wende noch zu schaffen. Wegen des Medienechos auf die darin vertretene These der globalen Erwärmung als „kollektives Problem“ gründeten Reimer und Staud das Webportal klimaretter.info, für das sie 2008 den UmweltMedienpreis in der Kategorie Neue Medien und 2009 den Deutschen Solarpreis in der Kategorie Medien erhielten. 2015 vertrat Reimer in dem Buch Schlusskonferenz die These, die Klimakonferenz in Paris entscheide über die Eignung der Demokratie zur Lösung globaler Probleme. 2021 warnten Reimer und Staud in Deutschland 2050 vor einer „radikalen Entwertung des Erfahrungswissens“ durch die Klimaveränderungen in Deutschland.

## Veröffentlichungen
- Die Zukunft der Umweltbewegung. Analysen und Strategien in 10 Interviews. Baerens & Fuss, Schwerin 2001, ISBN 3-935046-03-0.
- als der Regen kam. Ein Fotolesebuch zur Flut in Sachsen. Sandstein Verlag, Dresden 2002, ISBN 3-930382-79-2.
- Zu treuen Händen. Die gefälschte Bilanz der deutschen Einheit. In: Blühende Bilanzen. Rowohlt, Berlin 2003, ISBN 3-87134-152-5.
- Mit Toralf Staud: Wir Klimaretter. So ist die Wende noch zu schaffen. Kiepenheuer & Witsch, Köln 2007, ISBN 978-3-462-03908-5.
- Krumme Spree, gerade Spree. Vom Umgang des Menschen mit einem Fluss. In: Fokus Wasser. Koehler & Amelang, Leipzig 2007, ISBN 978-3-7338-0359-9.
- Mit Toralf Staud: Zachraňme klima. Ještě není pozdě. Knižní Klub, Prag 2008, ISBN 978-80-242-2119-9.
- „Immer diese Kopfschmerzen“. Ein Besuch im Atomkraftwerk Tschernobyl und beim Leiter von Schicht 5, Wiktor Zawalnuk. In: Abschalten. Fischer Taschenbuch, Frankfurt am Main 2011, ISBN 978-3-596-18983-0.
- Schlusskonferenz. Geschichte und Zukunft der Klimadiplomatie. Oekom Verlag, München 2015, ISBN 978-3-86581-746-4.
- Die Neuerfindung des Systems Mensch. In: Unter 2 Grad? Was der Weltklimavertrag wirklich bringt. Hirzel, Stuttgart 2016, ISBN 978-3-7776-2570-6.
- mit Toralf Staud: Deutschland 2050. Wie der Klimawandel unser Leben verändern wird. Kiepenheuer & Witsch, Köln 2021, ISBN 978-3-462-00068-9.